# Megobaralipton
Megobaralipton is een kevergeslacht uit de familie van de boktorren (Cerambycidae). De wetenschappelijke naam van het geslacht werd voor het eerst geldig gepubliceerd in 1952 door Lepesme & Breuning.

## Soorten
Megobaralipton omvat de volgende soorten:
- Megobaralipton bicoloripes (Ritsema, 1881)
- Megobaralipton granuliferum (Lansberge, 1887)
- Megobaralipton itohi Komiya, 2002
- Megobaralipton kalimantanum (Komiya & Makihara, 2001)
- Megobaralipton lansbergei (Lameere, 1909)
- Megobaralipton mandibulare (Fairmaire, 1899)
- Megobaralipton mindanaonis (Hüdepohl, 1987)
- Megobaralipton suturale (Fisher, 1935)